# Онсовије
Онсовије (фр. Ansauvillers) насеље је и општина у североисточној Француској у региону Пикардија, у департману Оаза која припада префектури Клермон.
По подацима из 2011. године у општини је живело 1232 становника, а густина насељености је износила 177,27 становника/km². Општина се простире на површини од 6,95 km². Налази се на средњој надморској висини од 150 метара (максималној 151 m, а минималној 121 m).

## Демографија
| 1962. | 1968. | 1975. | 1982. | 1990. | 1999. | 2011. |
| ----- | ----- | ----- | ----- | ----- | ----- | ----- |
| 582   | 650   | 691   | 674   | 927   | 1.049 | 1.232 |

График промене броја становника у току последњих година